# ميخائيل نيكولايفيتش سميرنوف
ميخائيل نيكولايفيتش سميرنوف (1881 بموسكو في روسيا - 1957 بالاتحاد السوفيتي) هو لاعب كرة قدم (وحمل سابقاً جنسية الاتحاد السوفيتي والإمبراطورية الروسية) في مركز الهجوم، شارك في الألعاب الأولمبية الصيفية 1912. وشارك مع منتخب روسيا لكرة القدم ومنتخب الإمبراطورية الروسية الوطني لكرة القدم.

## وصلات خارجية
- ميخائيل نيكولايفيتش سميرنوف على موقع قاعدة بيانات كرة القدم.إي يو (الإنجليزية)
- ميخائيل نيكولايفيتش سميرنوف على موقع أوليمبيديا (الإنجليزية)